# Aleksej Stepanovič Suėtin
Aleksej Stepanovič Suėtin (in russo Алексей Степанович Суэтин?; Kirovohrad, 16 novembre 1926 – Mosca, 10 settembre 2001) è stato uno scacchista sovietico, dal 1992 russo, Grande maestro.
Di professione ingegnere meccanico, ottenne il titolo di Maestro Internazionale nel 1961 e di Grande Maestro nel 1965.
Si sposò con il grande maestro femminile Kira Zvorykina e nel 1951 nacque il loro primo figlio, Aleksandr. Vissero per un certo periodo in Bielorussia, dove presero parte a molti campionati nazionali. Aleksej vinse sei volte il campionato bielorusso e anche sua moglie Kira vinse il campionato femminile nel 1960.
Oltre che un forte giocatore, Suėtin fece da allenatore e da secondo a Tigran Petrosyan in molte sue partite, tra cui quella per il campionato del mondo del 1963, che vinse contro Michail Botvinnik. Per molti anni è stato il principale istruttore del circolo di Mosca, dove si occupava di seguire i giovani talenti.

## Principali risultati
Il suo primo importante successo è stata la vittoria di squadra e la medaglia d'oro individuale nel campionato del mondo per studenti di Lione nel 1955, dove realizzò l'80% dei punti.
Dal 1958 al 1966 partecipò a sette Campionati Sovietici. I migliori risultati furono a Leningrado nel 1963 (4º-6º su 20 giocatori, dietro a Štejn, Spasskij e Cholmov) e a Tallinn nel 1965 (4º-6º dietro a Štejn, Paluhaeŭski e Tajmanov).
Vinse da solo o ex aequo i tornei di Sarajevo e di Copenaghen 1965, Titovo Uzice 1966, Hastings 1966/67, L'Avana 1969, Albena 1970, Kecskemét 1972, 
Brno 1975 (pari con Hort), Lublino 1976, Dubna 1979. Ottenne il terzo posto nei tornei di Debrecen 1961 e nel Lasker Memorial di Berlino nel 1968.
Nel 1990/91 vinse il torneo "Hastings Challengers" e nel 1996 il 6º campionato del mondo seniores di Bad Liebenzell.
Il suo stile di gioco rispondeva alla filosofia che «la padronanza del gioco non è sufficiente, bisogna essere audaci, prendere rischi».

Questa impostazione lo rese un avversario temibile, sempre proteso verso la vittoria.

## Opere
Aleksej Suėtin scrisse molti libri di scacchi, specialmente sul mediogioco e sulle aperture, tra cui i seguenti:
- Capire ed evitare gli errori negli scacchi, Prisma Editori, 1986.
- Come giocare l'apertura, Caissa Szeged, collana “Piccola biblioteca di scacchi”, 1990.
- Nei panni di un maestro, Caissa Szeged, collana “Piccola biblioteca di scacchi”
- Il cammino... maestro, Caissa Szeged, collana “Piccola biblioteca di scacchi”
- Preparazione teorica e psicologica dello scacchista, Caissa Szeged, collana “Piccola biblioteca di scacchi”
- Three steps to Chess Mastery, Cadogan Press, 1997.
- A contemporary Approach to the Middle Game, Batsford, 1976.
- Plan Like a Grandmaster (con Ken Neat), Batsford, 1998.
- Modern Chess Opening Theory, Pergamon, 1975.
- The Complete Spanish (con Malcolm Gesthuysen), Batsford, 1992.
- The Complete Grunfeld (con John Sugden), Batsford, 1992.